# Comuna de Góra
Góra (polaco: Gmina Góra) é uma gminy (comuna) na Polónia, na voivodia de Baixa Silésia e no condado de Górowski. A sede do condado é a cidade de Góra.
De acordo com os censos de 2004, a comuna tem 20 919 habitantes, com uma densidade 77,8 hab/km².

## Área
Estende-se por uma área de 268,74 km², incluindo:
- área agricola: 66%
- área florestal: 23%

## Demografia
Dados de 30 de Junho 2004:
|                      | Total   | Total | Mulheres | Mulheres | Homens  | Homens |
| -------------------- | ------- | ----- | -------- | -------- | ------- | ------ |
|                      | pessoas | %     | pessoas  | %        | pessoas | %      |
| População            | 20 919  | 100   | 10 682   | 51,1     | 10 237  | 48,9   |
| Densidade (pop./km²) | 77,8    | 100   | 39,7     | 39,7     | 38,1    | 38,1   |

De acordo com dados de 2002, o rendimento médio per capita ascendia a 1143,45 zł.

## Subdivisões
- Borszyn Mały, Borszyn Wielki, Bronów, Brzeżany, Chróścina, Czernina, Czernina Dolna, Czernina Górna, Glinka, Gola Górowska, Grabowno, Jastrzębia, Kłoda Górowska, Kruszyniec, Ligota, Łagiszyn, Nowa Wioska, Osetno, Osetno Małe, Polanowo, Radosław, Rogów Górowski, Ryczeń, Sławęcice, Stara Góra, Strumienna, Strumyk, Sułków, Szedziec, Ślubów, Wierzowice Małe, Wierzowice Wielkie, Witoszyce, Włodków Dolny, Zawieścice.

## Comunas vizinhas
- Bojanowo, Jemielno, Niechlów, Rydzyna, Święciechowa, Wąsosz